# Rezerwat przyrody Bogdanieckie Cisy
Bogdanieckie Cisy – leśny rezerwat przyrody w województwie lubuskim, w powiecie gorzowskim, w gminie Bogdaniec. Położony jest 12 km na północny zachód od centrum Gorzowa Wielkopolskiego, przy drodze Marwice – Lubno.
Celem ochrony jest zachowanie ze względów naukowych i dydaktycznych jednej z najliczniejszych w Polsce populacji cisa, rozwijającej się w środowisku lasu mieszanego, w strefie wschodniej granicy zasięgu geograficznego.
- W rezerwacie „Bogdanieckie Cisy” cis występuje jako składnik podszytu leśnego. Gatunkiem przeważającym w drzewostanie jest sosna zwyczajna z domieszką buka i brzozy. Najstarsze sosny mają 100 lat.
- Rezerwat powstał z inicjatywy nadleśniczego Zygmunta Cichockiego i przy współpracy nieżyjącego prof. Stanisława Króla, który w 1998 roku wykonywał inwentaryzację przyrodniczą i wykazał 2056 szt. cisów (w tym 173 szt. o pokroju drzewiastym).
- Populacja cisów powstała najprawdopodobniej w sposób naturalny z nasion kilku cisów rosnących przy pobliskich ziemiach wiejskiego dworku.

## Podstawa prawna
- Rozporządzenie Wojewody Lubuskiego z dnia 3 marca 2000 r. (Dz.Urz. Województwa Lubuskiego Nr 5 poz.62).
- Obwieszczenie Wojewody Lubuskiego z dnia 16 stycznia 2002 r. w sprawie ustalenia wykazu rezerwatów przyrody utworzonych do dnia 31 grudnia 1998 (Dz.Urz. Województwa Lubuskiego Nr 12 poz. 144 z 2002 r.)
- Zarządzenie Regionalnego Dyrektora Ochrony Środowiska w Gorzowie Wielkopolskim z dnia 27 września 2018 r. w sprawie rezerwatu przyrody „Bogdanieckie Cisy” (Dz.Urz. Województwa Lubuskiego poz. 2163 z 2018 r.)

## Obszar rezerwatu
Rezerwat obejmuje powierzchnię 21,24 ha oraz posiada otulinę – 10,51 ha.
Obszar rezerwatu objęty jest ochroną czynną.